# Convenzione di Artlenburg
La Convenzione di Artlenburg (Elbkonvention, ovvero "Convenzione dell'Elba" in tedesco) stabilì la consegna dell'Elettorato di Hannover a Napoleone. Venne firmata ad Artlenburg il 5 luglio 1803 dall'Oberbefehlshaber Johann Ludwig von Wallmoden-Gimborn.  La convenzione sciolse l'Elettorato di Hannover e ne decise l'occupazione da parte delle truppe francesi.
L'antefatto fu l'occupazione della capitale dell'elettorato, Hannover, il 4 giugno 1803,  da parte delle truppe francesi al comando del tenente generale Édouard Adolphe Casimir Joseph Mortier; a fronte di ciò, le restanti truppe Hannoveriane si ritirarono a nord dell'Elba, nel Ducato di Sassonia-Lauenburg, ma vennero presto indotte alla resa e quindi si giunse alla stipula della convenzione.